# Xã St. James, Quận Mississippi, Missouri
Xã St. James (tiếng Anh: St. James Township) là một xã thuộc quận Mississippi, tiểu bang Missouri, Hoa Kỳ. Năm 2010, dân số của xã này là 5.700 người.